# Покровський храм (Судак)
Свято-Покровський храм (подвір'я Кизилташського чоловічого монастиря святителя Стефана Сурозького), храм Покрови Пресвятої Богородиці в Судаку — православний храм у Судаку, Крим. Закладений 1819 року на кошти приходу та місцевих поміщиків за сприяння графа Михайла Воронцова, добудовувався за проектом архітектора Івана Колодіна. Освячений у 1829 році. Є об'єктом культурної спадщини (пам'ятка архітектури) місцевого значення.
Станом на 2019 рік належить Кизилташському чоловічому монастирю святителя Стефана Сурозького Феодосійської єпархії Української православної церкви (Московський патріархат). Настоятель храму — намісник Кизилташського чоловічого монастиря архімандрит Марк (Олександров).

## Історія

### Проэкт та зведення

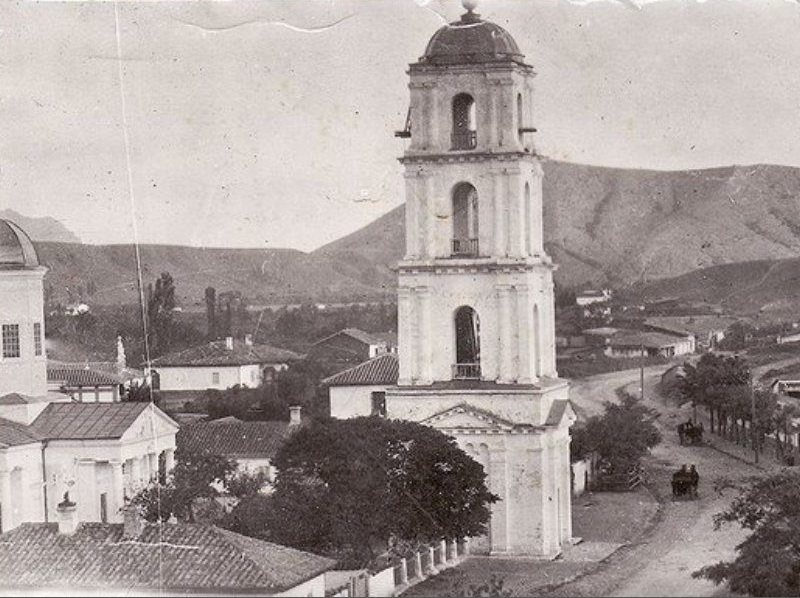
Свято-Покровський храм у Судаку (початок ХХ століття). Дзвіниця на фото висаджена в повітря 1926 року. Відновлена в 2005 році сучасна дзвіниця виконана за одним із ранніх варіантів проекту архітектора І. Ф. Колодіна

У 1817 році поміщики Судакської долини клопотали перед архієпископом Катеринославським, Херсонським та Таврійським Іовом (Потьомкіним) про зведення нової церкви в Судаку. Перша писемна згадка про Покровський храм належить до 7 січня 1819 року. У земський суд Феодосії був поданий план майбутнього храму і поспіль на його зведення. Храм зводився виключно на пожертвування парафіян, казенних коштів не виділялося. Значні пожертвування на зведення Покровського храму внесли такі діячі як підполковник И. Ф. Жмелев, граф И. П. Капнист, найсвітліший князь Михайло Воронцов, князь Дмитро Наришкін, таврійський губернатор Олександр Казначеєв. Вважалося, що церемонія закладання Свято-Покровського храму відбулася 20 вересня 1819 року. Про це говорив напис на мармуровій плиті, вмурованій над вхідними дверима на західному фасаді храму:
```
« 
В ім'я Покрови Пресвяті Богородиці. Споруджено цей храм від втілення Бога Слова в 1819, вересня 20 дня. Дому Твого подобає святиня Господь у довготу днів. Прийдіть і поклонимося, і припадемо Йому, і заплачемо перед Господом, що нас створив
».
```

Ця плита нині не збереглася. Проте офіційні документи дають дещо іншу дату. У рапорті протоієрея Василя Чернявського вказано, що «1 жовтня 1819 закладено за указом від Катеринославської духовної консисторії Покровська церква в Судаку».
Свято-Покровський храм було закінчено та освячено до 1829 року. До цього часу відноситься і зведення дзвіниці, яка близько десяти років стояла недобудованою. В один із своїх приїздів до Судака граф Михайло Воронцов і виклопотав із скарбниці додатково 2000 рублів для завершення будівництва. У 1840-х дзвіницю було добудовано. Збудував її майстер Яні Сандет, грек, який будував і саму церкву. Частину майна та іконостас було перенесено з храму святого Матвія. У 1835 іконостас був замінений на новий на пожертвування графа Івана Капніста. Внаслідок помилок проекту кам'яного куполу храму в 1858—1859 роках стіни його стали давати тріщини, які під впливом дощів швидко збільшувалися, що загрожувало всьому храму руйнуванням. В результаті восьмерик було розібрано, а храм закрито на реконструкцію. Парафіяни організували будівельний комітет, до якого увійшли місцевий священик, церковний староста Е. Е., фрейліна Марія Рудзевич, майор І. Паскевич, Н. Катакузіно, Х. Х. , які зібрали до 2000 рублів пожертвувань. 5 березня 1861 року храм був знову освячений ігуменом отцем Парфенієм.
Храм у Судаку неодноразово відвідували представники російського імператорського дому. 1868 року тут бувала імператриця Марія Олександрівна з сином, майбутнім імператором Олександром III, його дружиною Марією Федорівною та сестрою Марією. У 1912 році імператор Микола II дорогою до виноробного маєтку Новий Світ зупинявся в Судаку і відвідав храм. князь Лев Голіцин який супроводжував його, звернув увагу царя на старість будівлі, яка раніше постраждала при землетрусі 29 вересня 1869 року, після чого государ виділив кошти на його ремонт.

### Причт храму
Першим священиком храму став отець Тарасій Дмитрієв, грек за походженням, який служив настоятелем із 27 грудня 1819 року. Після його смерті в 1847 він був похований з північного боку від вівтаря. Зі священиків приходу слід згадати таких відомих місцевих діячів як священик Валентин Томкевич (призначений 17 травня 1899 року). Він був дійсним членом Одеського товариства історії та старожитностей та Таврійської вченої архівної комісії. Його працями було створено Покровське церковне братство в Судаку, відкрито школу грамотності, перетворену пізніше на церковно-парафіяльну школу. Він був відомий як істориком-краєзнавцем, дружив із князем Левом Голіциним. 1891 року в Судак було призначено отця Іоанна Полканова, який був відомий як талановитий проповідник, його педагогічні здібності неодноразово відзначалися світською і духовною владою безліччю нагород. З 1913 ку настоятелем Свято-Покровського храму в трагічні роки революції та червоного терору в Криму був священик Сергій Зернов.
В останні перед закриттям роки у храмі служив майбутній священномученик отець Іоанн (Блюмович) (1888—1938). 1935 року він переїхав до Судака і служив у Свято-Покровському храмі. Був хибно звинувачений НКВС у шпигунстві на користь Польщі та заарештований у 1937 році, а пізніше розстріляний 13 квітня 1938 року в Сімферополі за звинуваченням у керівництві «фашистською шпигунською групою, яка водночас веде релігійну пропаганду».

### Закриття храму
З перших років радянської влади парафія зазнавала різних переслідувань. 1926 року було підірвано дзвіницю. У храмі проходили служби до 1936 року, доки він не був закритий владою, передбачалося збудувати на його місці Будинок піонерів. Початок Німецько-радянської війни завадив виконатися цим планам, і на час німецько-румунської окупації Криму у 1942—1944 роках у соборі відновились служби. Після війни через відсутність священика, а також з інших формальних причин, храм Покрови Пресвятої Богородиці був закритий у 1962 році, коли повернулися до ідеї про відкриття у його будинку Будинку піонерів. У 1980-ті роки у приміщенні храму розміщувалися ремонтні майстерні теле та радіоапаратури. Використання храму під світські потреби і без охоронного статусу негативним чином на зовнішньому та внутрішньому архітектурному образі будівлі: було розібрано купол, повністю втрачено іконостас і все церковне начиння, спотворено вигляд апсиди, зроблено віконні прорізи на висоті другого ярусу, порушено перегородками.

## Архітектура храму

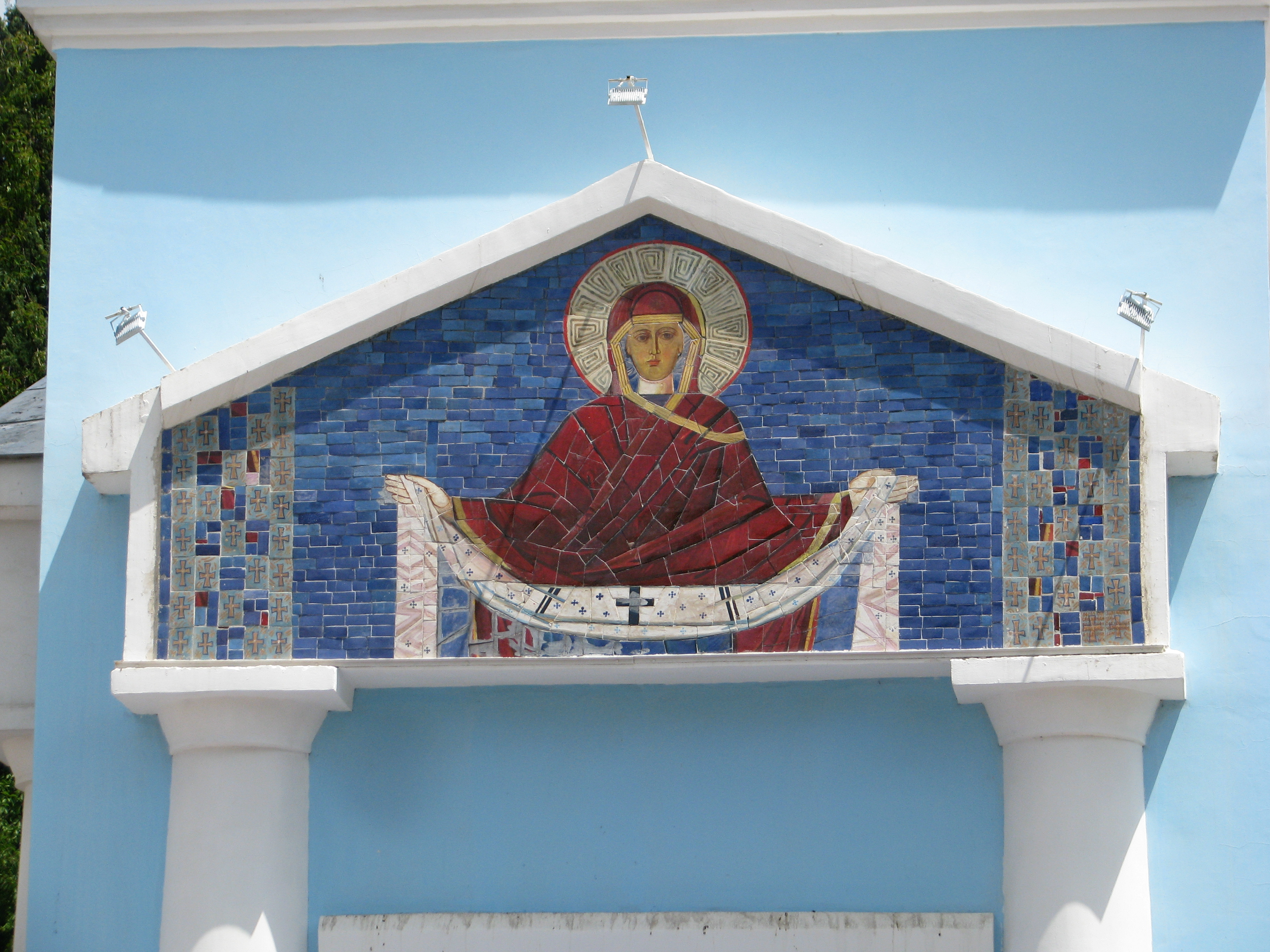
Мозаїка Пресвятої Богородиці на фасаді дзвіниці Свято-Покровського храму у Судаку. Фото А. Трифонова, 2019

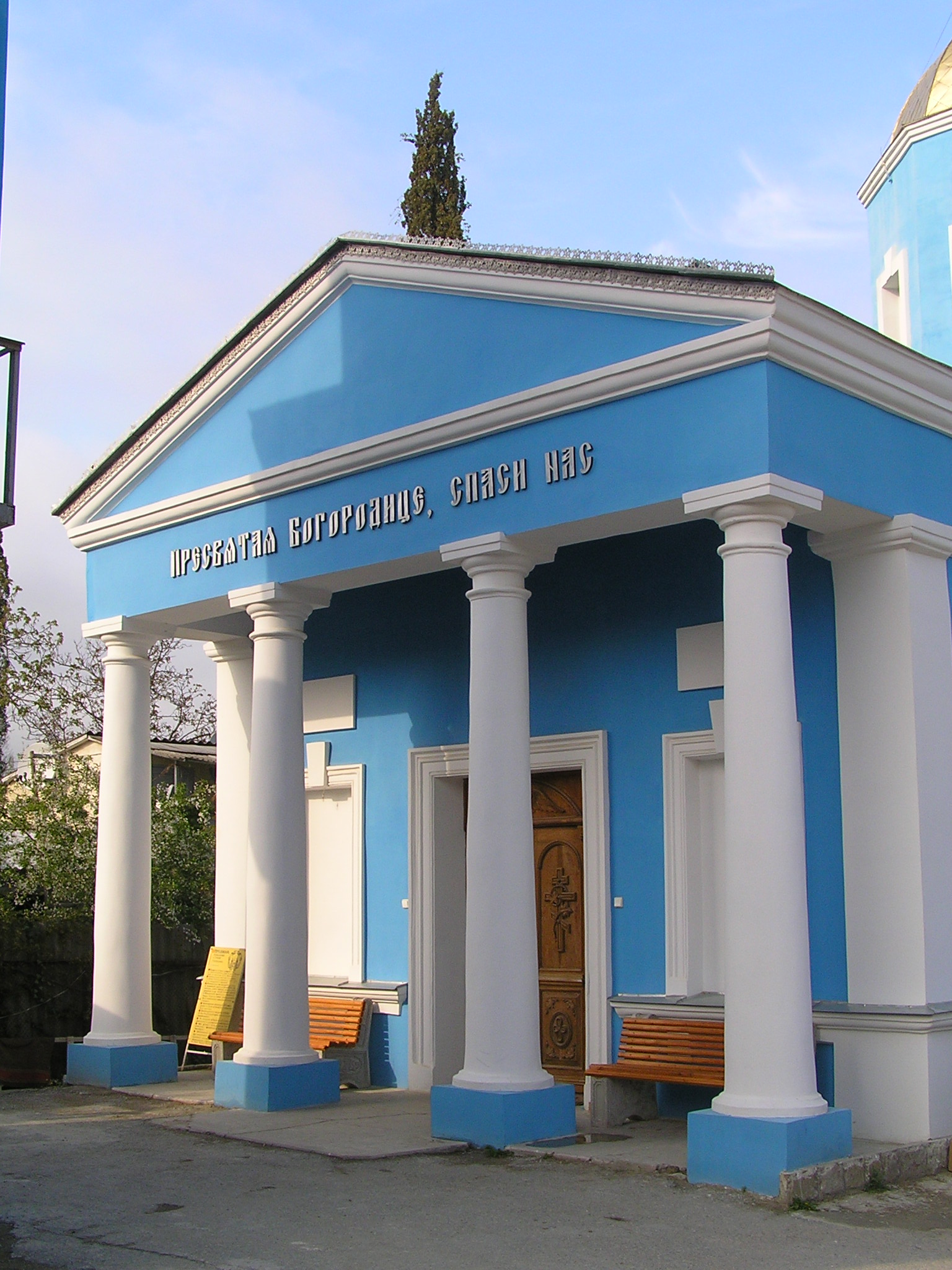
Портик західного фасаду

В основі храм має форму рівнокінцевого грецького хреста, посередині, на високому барабані восьмигранному в плані, височить великий напівсферичний купол. Чотири поздовжні частини будівлі, що примикають до середини храму, були перекриті напівкруглими склепіннями, що спиралися на вертикальні опори. Кожен із фасадів оформлений чотириколонними портиками у стилі класицизму. У червні 1829 року розпочали підготовку до зведення дзвіниці. Проект дзвіниці був розроблений таврійським зодчим Іваном Колодіним. Судакську дзвіницю було вирішено зводити чотириярусною, що окремо стоїть від будівлі храму. Почався збір коштів, значний внесок зробив опікун Покровської церкви підполковник І. Ф. Жмелев, понад дві тисячі рублів асигнаціями зібрали жителі Судакської долини. Після зведення першого ярусу кошторис вичерпався і будівництво було заморожено більш як на десять років. Зібрати кошти на добудову дзвіниці вдалося лише 1841 року. Завершилося будівництво дзвіниці висотою понад 30 метрів на початку 1843 року. За радянських часів її було зруйновано і відновлено в 2005—2006 роках.

## Сучасний стан храму та церковне життя
Нове церковне життя храму Покрови Пресвятої Богородиці розпочалося у 1990-ті роки після його повернення віруючим зусиллями митрополита Сімферопольського та Кримського Лазаря. Завдяки працям настоятеля Свято-Покровського храму та намісника Кизилташської обителі — ігумена Нікона (Дем'янюка) (1943—2015) храм повністю розписали. Було виконано новий різьблений іконостас. Відкрито церковну бібліотеку та читальний зал, відеотеку та відеозал, діє церковна лавка. 1996 року художник І. Сахаров розписав інтер'єр церкви ликами кримських святих. На початку 2005 року розпочалися роботи з відновлення дзвіниці за відкинутим колись проектом архітектора Івана Колодіна.
Станом на 2019 рік храм є подвір'ям Кизилташського чоловічого монастиря святителя Стефана Сурозького (що знаходиться за 15 кілометрів від Судака) Феодосійської та Керченської єпархії Української православної церкви (Московський патріархат). Настоятелем храму є намісник Кизилташського чоловічого монастиря святителя Стефана Сурозького архімандрит Марк (Олександров). Діє православний просвітницький центр, де проводяться зустрічі та бесіди з дорослими, для дітей працює недільна школа. Працюють гуртки декоративно-ужиткового мистецтва при храмі.
Храм є одним із офіційних місць православних паломництв по Криму.
Рішенням Кримського облвиконкому від 22 травня 1979 р. № 284 та пізніше постановою № 627 від 20 грудня 2016 року окупаційної влади, храм входить до списку об'єктів культурної спадщини регіонального значення, розташованих на території Республіки Крим.